# 帕沃·蒂尔科宁
帕沃·蒂尔科宁（芬蘭語：Paavo Tirkkonen，1947年12月2日—2012年8月5日），芬兰男子冰球运动员，场上位置是后卫。他曾代表芬兰国家队参加1968年冬季奥林匹克运动会冰球比赛，获得第5名。